# Improvvisamente a Natale mi sposo
Improvvisamente a Natale mi sposo è un film italiano del 2023 diretto da Francesco Patierno. È il seguito del film Improvvisamente Natale, uscito nel 2022 e diretto sempre da Patierno.

## Trama
Con l'avvicinarsi delle festività natalizie, Lorenzo si prepara, come ogni anno, a trascorrere le vacanze con la famiglia nel suo hotel. L'armonia e la tranquillità della famiglia vengono presto sconvolte da una scioccante notizia data proprio da Lorenzo, il quale annuncia che è intenzionato a sposarsi con la sua nuova fidanzata, che presenterà a loro proprio in occasione del Natale.

## Cast
Diego Abatantuono, Violante Placido, Michele Foresta, Paolo Hendel e Nino Frassica riprendono i loro ruoli del film precedente. 
 Primo Reggiani e  Valentina Filippeschi  sostituiscono Lodo Guenzi e Sara Ciocca nelle parti di Giacomo e di Chiara .
 Entrano nel cast Elio che è il sindaco del paese e Carol Alt che veste i panni di Serena, la nuova compagna di Lorenzo.

## Produzione
Il film venne girato prevalentemente in provincia di Belluno tra marzo e aprile 2023.

## Distribuzione
Il film è stato distribuito nelle sale cinematografiche italiane dal 6 dicembre 2023.
Ha incassato 389.000 al botteghino italiano